# Sigma Puppis
Sigma Puppis (Hadir, 99 Puppis) é uma estrela na direção da constelação de Puppis. Possui uma ascensão reta de 07h 29m 13.88s e uma declinação de −43° 18′ 06.8″. Sua magnitude aparente é igual a 3.25. Considerando sua distância de 184 anos-luz em relação à Terra, sua magnitude absoluta é igual a −0.51. Pertence à classe espectral K5III SB.